# 72-й Венецианский кинофестиваль
72-й ежегодный Венецианский международный кинофестиваль проходил в Венеции со 2 по 12 сентября 2015 года с мексиканским кинорежиссёром Альфонсо Куароном в качестве председателя жюри Основного конкурса. «Эверест» стал фильмом открытия, а драма «Мистер Сикс» режиссёра Гуань Ху — стал фильмом закрытия. Также на фестивале показана обновлённая версия фильма «Амаркорд» Федерико Феллини. Итальянская актриса и режиссёр Элиза Сенау выступила ведущей церемоний открытия и закрытия фестиваля.
Постер фестиваля содержит изображение Настасьи Кински в образе героини из фильма «Париж, Техас» Вима Вендерса, а на заднем плане виден Жан-Пьер Лео в образе Антуана Дуанеля из фильма «Четыреста ударов» Франсуа Трюффо, который был лицом предыдущего фестиваля.
Главную награду кинофестиваля «Золотой лев» получил фильм «Издалека» режиссёра из Венесуэлы Лоренцо Вигаса.

## Жюри
Основной конкурс
- Альфонсо Куарон, мексиканский кинорежиссёр (председатель)
- Элизабет Бенкс, американская актриса и кинорежиссёр
- Диана Крюгер, немецкая актриса
- Эммануэль Каррер, французский писатель, сценарист и кинорежиссёр
- Нури Бильге Джейлан, турецкий кинорежиссёр
- Павел Павликовский, польский кинорежиссёр
- Франческо Мунци, итальянский кинорежиссёр
- Хоу Сяосянь, тайваньский кинорежиссёр
- Линн Рэмси, шотландский сценарист и кинорежиссёр; «Горизонты»

«Луиджи Де Лаурентис»

## Конкурсная программа

### Основной конкурс
| Название              | Оригинальное название | Режиссёр                    | Страна                          |
| --------------------- | --------------------- | --------------------------- | ------------------------------- |
| 11 минут              | 11 minut              | Ежи Сколимовский            | Польша                          |
| Аномализа             | Anomalisa             | Чарли Кауфман, Дьюк Джонсон | США                             |
| Большой всплеск       | A Bigger Splash       | Лука Гуаданьино             | Италия · Франция                |
| Бегемот               | 悲兮魔兽              | Жао Лианг                   | Китай · Франция                 |
| Безродные звери       | Beasts of No Nation   | Кэри Фукунага               | США                             |
| Кровь моей крови      | Sangue del mio sangue | Марко Беллоккьо             | Италия                          |
| Клан                  | El Clan               | Пабло Траперо               | Аргентина · Испания             |
| Девушка из Дании      | The Danish Girl       | Том Хупер                   | Великобритания · США            |
| Издалека              | Desde allá            | Лоренсо Вигас               | Венесуэла · Мексика             |
| Бесконечная река      | The Endless River     | Оливер Херманус             | ЮАР · Франция                   |
| Равные                | Equals                | Дрейк Доремус               | США                             |
| Франкофония           | Francofonia           | Александр Сокуров           | Франция · Германия · Нидерланды |
| Блокада               | Abluka                | Эмин Альпер                 | Турция · Франция · Катар        |
| Сердце собаки         | Heart of a Dog        | Лори Андерсон               | США                             |
| Ожидание              | L’attesa              | Пьеро Мессина               | Италия · Франция                |
| В поисках Грейс       | Looking for Grace     | Сью Брукс                   | Австралия                       |
| Горностай             | L’Hermine             | Кристиан Венсан             | Франция                         |
| Маргарита             | Marguerite            | Ксавье Джанноли             | Франция · Чехия · Бельгия       |
| Ради вас              | Per amor vostro       | Джузеппе Гаудино            | Италия · Франция                |
| Рабин, последний день | Rabin, the Last Day   | Амос Гитай                  | Израиль · Франция               |
| Помнить               | Remember              | Атом Эгоян                  | Канада · Германия               |

### Вне конкурса
| Название                           | Оригинальное название                        | Режиссёр                   | Страна                |
| ---------------------------------- | -------------------------------------------- | -------------------------- | --------------------- |
| После полудня                      | 那日下午                                     | Цай Минлян                 | Китайская Республика  |
| Чёрная месса                       | Black Mass                                   | Скотт Купер                | США                   |
| Де Пальма                          | De Palma                                     | Ной Баумбах, Джейк Пэлтроу | США                   |
| Событие                            | Событие                                      | Сергей Лозница             | Нидерланды · Бельгия  |
| Эверест                            | Everest                                      | Балтазар Кормакур          | США                   |
| Мужчин из этого города я не знаю   | Gli uomini di questa città io non li conosco | Франко Мареско             | Италия                |
| Идём со мной                       | Go with Me                                   | Даниэль Альфредсон         | США · Канада · Швеция |
| В Джексон-Хайтс                    | In Jackson Heights                           | Фредерик Вайсман           | США                   |
| Дженис: Грустная маленькая девочка | Janis                                        | Эми Берг                   | США                   |
| Улица горечи                       | La calle de la amargura                      | Артуро Рипштейн            | Мексика · Испания     |
| Самая маленькая армия в мире       | L’esercito più piccolo del mondo             | Джанфранко Панноне         | Ватикан               |
|                                    | Lao Pao Er/老炮儿                            | Ху Гуань                   | Китай                 |
| Не будь злым                       | Non essere cattivo                           | Клаудио Калигари           | Италия                |
| В центре внимания                  | Spotlight                                    | Томас Маккарти             | США                   |
| Зима в огне                        | Зима у вогні                                 | Евгений Афинеевский        | Украина               |

## «Классика Венеции»
«Сало, или 120 дней Содома» (реж. Пьера Паоло Пазолини) — лучший отреставрированный фильм (Венецианская классика).

## Поддержка Олега Сенцова
10 сентября Венецианский кинофестиваль выразил поддержку от имени всей мировой киноиндустрии заключённому в России украинскому режиссёру Олегу Сенцову. «Ещё в прошлом году в защиту Олега выступили Педро Альмодовар, Майк Ли, Стивен Долдри, Мохсен Махмальбаф, Тильда Суинтон. На предыдущем фестивале одно кресло, предназначенное для членов жюри, простояло символически пустым как напоминание об Олеге» — говорится в документе, распространённом Венецианским кинофестивалем. Во время 72-го Венецианского фестиваля в поддержку Сенцова выступили украинский режиссёр Сергей Лозница и иранский режиссёр Мохсен Махмальбаф, а французский режиссёр Кристиан Венсан перед премьерой своего конкурсного фильма публично зачитал обращение кинематографической общественности в защиту Сенцова.